# Giáp xác học

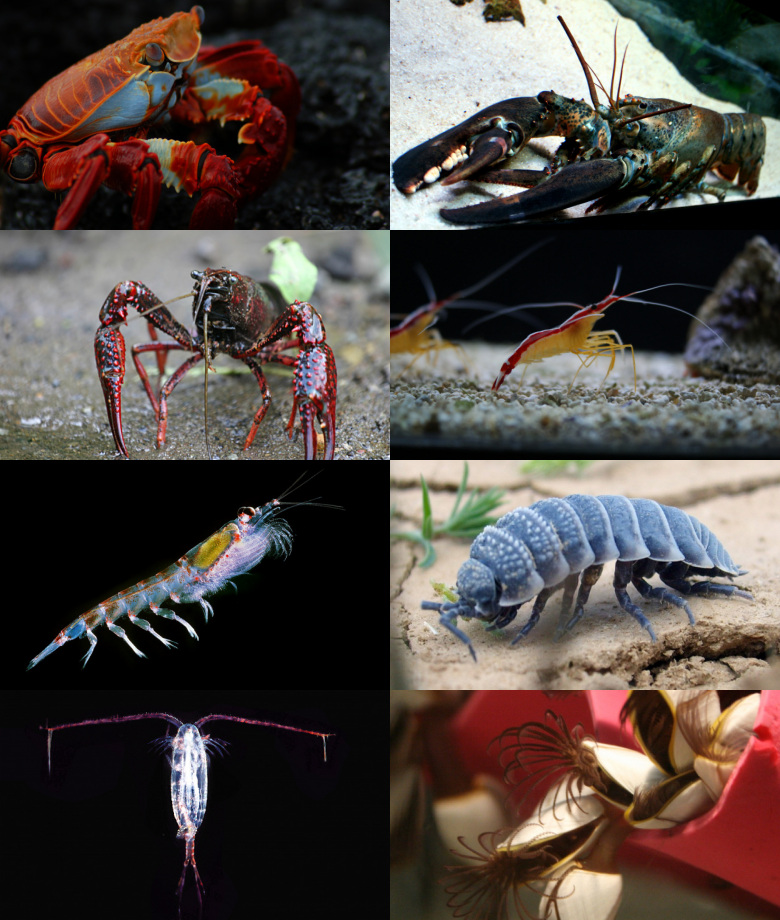
Động vật giáp xác là đối tượng nghiên cứu của môn giáp xác học.

Giáp xác học (tiếng Anh: carcinology, malacostracology, crustaceology, crustalogy) là một nhánh nghiên cứu của động vật học, chuyên nghiên cứu về động vật giáp xác, tức nhóm động vật chân đốt bao gồm tôm hùm, tôm càng, tép, nhuyễn thể, giáp xác chân chèo, hà và cua.
Thuật ngữ tiếng Anh carcinology bắt nguồn từ tiếng Hy Lạp καρκίνος (karkínos, nghĩa là "con cua") và -λογία (-logia).

## Phân ngành
Giáp xác học là phân ngành của chân đốt học (nghiên cứu về động vật chân đốt bao gồm lớp nhện, côn trùng và động vật nhiều chân. Giáp xác học còn được phân nhánh thành nhiều chuyên ngành con với các định hướng nghiên cứu như sau:
- Tôm càng học (astacology) - nghiên cứu về tôm càng
- Hà học (cirripedology) - nghiên cứu về hà
- Chân kiếm học (copepodology) - nghiên cứu về chân kiếm/giáp xác chân chèo

## Tạp chí chuyên ngành
Các tạp chí chuyên ngành về giáp xác học bao gồm:
- Crustaceana
- Journal of Crustacean Biology
- Nauplius